# 王占成
王占成（1951年—），江苏省建湖县上冈镇人。中国共产党党员、地方官员。

## 生平
厦门大学毕业。历任盐城市科委副主任，射阳县副县长、县委副书记、县长，盐城市委常委、秘书长，共青团江苏省委书记，江苏建材工业厅厅长兼党委书记，江苏省建材工业总公司总经理、党委书记等职。1998年5月因涉嫌受贿被江苏省纪委约谈后失踪，同年9月自首，2000年以受贿、挪用公款等罪被判处15年有期徒刑。